# Суботинський (Самарська область)
Суботинський (рос. Субботинский) — селище в Алексєєвському районі Самарської області Російської Федерації.
Населення становить 234 особи. Входить до складу муніципального утворення сільське поселення Алексєєвка.

## Історія
Від 2005 року входило до складу муніципального утворення сільське поселення Алексєєвка.

## Населення
| 1986 | 2002 | 2010 | 2014 | 2015 |
| ---- | ---- | ---- | ---- | ---- |
| 263  | ↗296 | ↘251 | ↘231 | ↗234 |